# Sportowe ratownictwo wodne na World Games 2017 – ratowanie manekina na 50 m mężczyzn
Ratowanie manekina na 50 m mężczyzn – jedna z konkurencji sportowego ratownictwa wodnego rozgrywanych podczas World Games 2017 we Wrocławiu.
Eliminacje i finał rozegrane zostały 22 lipca. Zawody odbyły się na pływalni w Hali „Orbita”.

## Rekordy
Przed rozpoczęciem World Games 2017 obowiązywały następujące rekordy:
| Rekord świata      | Danny Wieck        | 27,80 | Paderborn | 28 maja 2017  |
| Rekord World Games | Stefano Costamagna | 29,43 | Cali      | 27 lipca 2013 |

## Terminarz
| Data          | Godzina (UTC+2)   | Wydarzenie             |
| ------------- | ----------------- | ---------------------- |
| 22 lipca 2017 | 10:15 10:20 10:25 | Wyścigi kwalifikacyjne |
| 22 lipca 2017 | 17:35             | Finał                  |

## Wyniki

### Kwalifikacje
Źródło: 

#### Wyścig 1
Godzina: 10:15
| Poz. | Imię i nazwisko      | Narodowość | Tor | Reakcja | Wynik | Uwagi | Kwal. |
| ---- | -------------------- | ---------- | --- | ------- | ----- | ----- | ----- |
| 1    | Eduardo Blasco       | Hiszpania  | 5   | 0,65    | 29,41 | WG    | Q     |
| 2    | Sacha Andrea Bartolo | Włochy     | 4   | 0,66    | 29,71 |       | Q     |
| 3    | Keisuke Hatano       | Japonia    | 2   | 0,62    | 31,47 |       |       |
| 4    | Carlos Periañez      | Hiszpania  | 6   | 0,72    | 31,74 |       |       |
| 5    | Naoya Hirano         | Japonia    | 3   | 0,63    | 32,29 |       |       |
|      | Zhu Zihao            | Chiny      | 7   | 0,78    | DSQ   |       |       |

#### Wyścig 2
Godzina: 10:20
| Poz. | Imię i nazwisko  | Narodowość    | Tor | Reakcja | Wynik | Uwagi | Kwal. |
| ---- | ---------------- | ------------- | --- | ------- | ----- | ----- | ----- |
| 1    | Joshua Perling   | Niemcy        | 4   | 0,68    | 29,11 | WG    | Q     |
| 2    | Bradley Woodward | Australia     | 2   | 0,72    | 29,48 |       | Q     |
| 3    | Steven Kent      | Nowa Zelandia | 6   | 0,67    | 30,19 |       | Q     |
| 4    | Matthew Davis    | Australia     | 3   | 0,70    | 30,31 |       | R     |
| 5    | Thomas Vilaceca  | Francja       | 5   | 0,63    | 31,28 |       |       |
| 6    | Bartosz Makowski | Polska        | 7   | 0,69    | 31,68 |       |       |
|      | Niu Yujie        | Chiny         | 1   | 0,73    | DSQ   |       |       |

#### Wyścig 3
Godzina: 10:25
| Poz. | Imię i nazwisko      | Narodowość    | Tor | Reakcja | Wynik | Uwagi | Kwal. |
| ---- | -------------------- | ------------- | --- | ------- | ----- | ----- | ----- |
| 1    | Danny Wieck          | Niemcy        | 4   | 0,69    | 27,27 | WR    | Q     |
| 2    | Daniele Sanna        | Włochy        | 5   | 0,71    | 30,16 |       | Q     |
| 3    | Wojciech Kotowski    | Polska        | 6   | 0,63    | 30,30 |       | Q     |
| 4    | Florian Laclaustra   | Francja       | 3   | 0,70    | 30,49 |       | R     |
| 5    | Joni Ceusters        | Belgia        | 2   | 0,64    | 31,25 |       |       |
| 6    | Pierre-Yves Romanini | Belgia        | 1   | 0,69    | 31,54 |       |       |
| 7    | Jacob Hales          | Nowa Zelandia | 7   | 0,65    | 32,96 |       |       |

### Finał
Źródło: 

Godzina: 17:35
| Poz.   | Imię i nazwisko      | Narodowość    | Tor | Reakcja | Wynik | Uwagi |
| ------ | -------------------- | ------------- | --- | ------- | ----- | ----- |
| złoto  | Danny Wieck          | Niemcy        | 4   | 0,68    | 28,49 |       |
| srebro | Joshua Perling       | Niemcy        | 5   | 0,69    | 29,17 |       |
| brąz   | Bradley Woodward     | Australia     | 6   | 0,72    | 29,62 |       |
| 4      | Sacha Andrea Bartolo | Włochy        | 2   | 0,68    | 29,82 |       |
| 5      | Steven Kent          | Nowa Zelandia | 1   | 0,64    | 29,85 |       |
| 6      | Daniele Sanna        | Włochy        | 7   | 0,73    | 30,00 |       |
| 7      | Wojciech Kotowski    | Polska        | 8   | 0,63    | 30,26 |       |
| 8      | Eduardo Blasco       | Hiszpania     | 3   | 0,68    | 30,43 |       |